# 超人力霸王THE NEXT
《超人力霸王THE NEXT》（原題：ULTRAMAN），是2004年12月18日在日本上映，由圓谷製作與松竹映畫所製作的超人力霸王電影作品，「ULTRAMAN N PROJECT」作品之一。第17屆東京國際電影節・特別招待作品。
標語為「銀色流星...降臨」、「海拔3萬英尺！6.5G！極限的戰鬥！」。

## 概要
本作是屬該年概念企劃「ULTRA N PROJECT」作品。因此與往年作品來比較是均為最別具一格，本片擺脫以往歷代超人力霸王系列中超級英雄式的劇情，並將世界觀設定於現代的寫實社會，並以全新的手法和設定，試圖重新詮釋1966年電視劇《超人力霸王》第1話，超人力霸王降臨地球與人間體作戰的故事。同時也是《超人力霸王納克斯》具有相同世界觀。

### 特徵
這部作品在表現超人類英雄「超人力霸王」方面，做出了許多有野心的嘗試，例如大幅度偏離以往形象的設計，以及表現身高達10公尺的困難映像等。製作團隊包括平成超人力霸王系列的主要成員，例如小中和哉、長谷川圭一，還有之前未曾參與過超人力霸王系列的人物如菊地雄一、板野一郎、松本孝弘等。此作品大量採用電腦合成影像，其中由板野團隊「板野馬戲團」負責的全CG空中戰鬥場面是其中一大看點。這項技術在隨後的作品中也被廣泛採用。此外，防衛廳提供了全面的協助，例如F-15鷹式戰鬥機起飛的場面均使用實物進行拍攝。
本作品以及後來的《梦比优斯奥特曼&奥特兄弟》等電影作品在整個系列中，空中戰佔據了很大的比例。由於動畫中的空中戰被板野一郎高度評價，他負責擔任空中戰的飛行序列導演，最大限度地展現了以CG為主的空中戰。此外，OVA《超時空要塞Δ》的CGI團隊也參與了CGI的製作。
由於本作品是電視劇《超人力霸王》第1話《超人作戰第一號》的翻拍版本，因此真木舜一駕駛的F-15撞上紅色發光體（Next）是向早田進駕駛的威托號撞上超人力霸王的致敬，而敵役「The One」的設計（包括藍色怪光的表現）則參考了該集中登場的怪獸貝姆拉。此外，本作品有幾個未公開的場景，這些場景後來被收錄在DVD的視聽特典中。

### 製作經緯
在當時的時代背景，《蝙蝠侠系列电影》和《蜘蛛侠系列电影》作為成年人可以欣賞的電影取得了成功，自《超人力霸王高斯》系列完結之後，圓谷製作的製作人鈴木清計劃開始籌畫不以電視系列為前提、僅以電影為目的的原創企劃，希望能夠打造真正的科學幻想作品，重視人類心理，並重複思考對於「超人力霸王」的概念。該計畫最初定名為《YELLOW EYES》（警告），故事描述一位年輕人獲得突破想像力的謎之力（光之力），並在不合理的戰鬥中克制著暴力的衝動，逐漸覺醒正義感。然而，當團隊看到2001年的911事件後，發現直接描述暴力的敘事手法已經變得非常困難，因此必須微調表現方式，並朝著不同的方向思考主題。
為了構建「真實模擬」、「生物意味」和「初代超人力霸王的重生」的概念，他們沿用了軍事設定。最終的成果是一部適合家庭觀看的電影，主角是一位為了孩子而戰鬥的父親，同時保留了真實的怪獸災害等元素，並積極加入對過去《超人力霸王》和《超異象之謎》等作品的致敬。《YELLOW EYES》原本預定由小中和哉擔任導演，長谷川圭一擔任編劇，電影名稱則是指」超人力霸王的眼睛和危險信號的雙關語。
隨後，為了追求新標準的超級英雄而計畫的「ULTRA N PROJECT」正式展開，本作品是該計畫的第一部作品。該計畫隨後被重新構思，成為「ULTRA N PROJECT」的一部分作品。原本計畫在2004年夏季放映《超人力霸王納克斯》之前公開。初期製作的片名為《ULTRAMAN THE NEXT》（ウルトラマン・ザ・ネクスト），但後來更改為現在的名稱。此名稱被用作本作品中的超級英雄名稱，也被用作漫畫版的標題。正片則於2003年10月開始拍攝。

### 評價、影響
在上映後，《ULTRAMAN》的興行表現一般，可能與其宣傳和上映的影院數量較少有關。其票房收入僅有1.5億日元。雜誌「宇宙船」指出，《ULTRAMAN》的製作意圖未能反映在票房上，例如只在上午放映，就像一般針對幼兒的電影一樣，這也是構成票房不佳的問題因素。
《ULTRAMAN》的續集《ULTRAMAN2 requiem》原本已經擬定進行製作計畫，甚至在公映期間播出了表示「2005年冬季公映」的預告，但之後就沒有進一步的官方公告。當時的圓谷製作公司社長圓谷英明在自己的著作中表示，由於《ULTRAMAN》的評價不佳，已經動工的該電影製作也因此中止，總製作費約為2億日元。
該片的導演小中和哉在2016年的上映活動上透露，當時《ULTRAMAN2》的製作已經開始了，然而圓谷英明和公司的前會長圓谷一夫曾赴製作現場，解釋了電影的中止原因，但之後圓谷一夫卻向周圍人士透露他本來並不希望中止該片，這也成為了當時圓谷公司更替的一個原因。
2022年，隨著《新·超人力霸王》上映，有關本作的相關話題也逐漸增多，成為了Twitter上的熱門話題，進而導致DVD在Amazon上成為暢銷排行榜的冠軍。現在在影像軟體市場上得到了再次評價。

## 故事大綱
2004年，海上自衛隊隊員有働貴文，在調查未確認飛行物體時突然與藍色發光體「BLUE」衝撞，之後竟化為兇惡的怪獸「THE ONE」。
從小憧憬著戰鬥機，而成為自衛隊飛官的真木舜一，為了自己因血液病變隨時會死亡的兒子而提前退役，但是在退役前的最後一天，突然發生緊急升空迎擊的緊急事態，他的戰鬥機與不明紅色發光體「RED」撞擊，而在模糊的意識中，他看到了銀色巨人。而奇蹟般生還的真木，卻被將他視為危險人物的特殊機關「BCST」盯上，並進行強制監視。
這時THE ONE開始現身襲擊，但面對進化的怪獸卻無反擊之力。這時，逃出監視的真木現身了。雖然在THE ONE的攻擊下撞上牆壁，但他卻並未喪命，且變身為超人「ULTRAMAN THE NEXT」，兩者展開了對決。但因為NEXT的變身型態並不完全無法發揮全力，結果消耗了大量體力並讓THE ONE逃逸。
而後真木發現兒子繼夢病倒，說服了BCST前往醫院探視兒子的病情。真木與繼夢父子間訂下了一個約定。而THE ONE這時卻也在附於老鼠身上之後巨大化，就在人類面臨危機時，成為完全體的ULTRAMAN THE NEXT出現了，以新宿為舞台，與THE ONE展開殊死戰。

## 本作登場的超人力霸王和怪獸

### 超人力霸王THE NEXT
本作登場的超人力霸王戰士，是自古以來就一直保護著整個宇宙的和平的傳奇的傳說巨人「超人力霸王諾亞」的退化型態。THE NEXT的兩種形態，都是諾亞退化後力量嚴重不足的不完全形態，加上不完全的融合，使得戰中經常就會出現力不從心、能源急速消耗的情況。
- 適格者：真木舜一
- 身高：10公尺-40公尺[10][11][12][9][13][11][12][14]
- 体重：2.5 至26000噸[10][11][12][9]
- 年龄：35萬歲以上[15]
- 活動時間：3分鐘[16]

在2004年，第一頭異生獸THE ONE化為藍色光球從宇宙來到地球，不久之後，耗盡力量的諾亞以初始型態「THE NEXT」尾隨其來，但在3萬英尺的高空中與真木舜一所駕駛的航空自衛隊的戰鬥機意外相撞，在亞空間表示不得已與真木舜一共享生命，並與真木舜一融合一體。
雖然與真木舜一融合，卻平時保留真木自身的能力、性格、理性意識等。唯一與正常人不同的是，真木並未變身為THE NEXT時，能夠使用超感知能力去感應異生獸即將到來的事情，當真木處於緊要關頭時，它會在沒有轉換工具的方式下自動進行變身。
在最終於新宿與The One決鬥，並擊敗The One，將自己的救回了真木舜一的性命，並與之分離後化作光沉睡在地球，等待新的時機。

#### 型態變化
- 幼年型態（アンファンス）

真木舜一在變身為THE NEXT的形態，是真木舜一沒能和超級之光完全融合變身成的半成品。由於是不完全覺醒，各個部位都未完全變化，因此變身後的姿態小於原始體型，很多超能力也都無法使用。
戰斗方法主要是近身戰，充分利用自身出色的運動能力進行肉搏，其反應能力、拳擊力、踢擊力和跳躍力都是超越人類的數十倍。手臂上的切刃也釋放出光刃，但威力較低，不足以對異生獸造成致命傷。
根據角色設計師丸山浩的原案顯示，此造型是以冷卻的暗色熔岩為靈感，至於幼年形態凹凸不平的臉，則是來自於超人力霸王A型臉皮套的造型借鑒。同時作为日本超人力霸王的首次尝试，创造了粘土原型。本体为聚胺酯，面罩为FRP制，服装並非使用超人力霸王系列主打的潜水服。
- 青年形態（ジュネッス）

與The One進行最終決戰時、真木舜一與光完全融合變身的THE NEXT青年形態。體形巨大化至40公尺，能以超音速在空中自由飛行。身體上布有如同血液流通一般的紅色線條，手腕上擁有被稱為“進化切刃”的銳利武器—— 「同溫層之刃」，除了能在近戰中用於切割敵人外，還能發揮“方向舵”的作用來使自己飛行更加穩妥。
由於是完全覺醒，THE NEXT的能力也得以完全施展。除了近戰的力量和速度遠超幼年形態之外，雙腕上的切刃武裝釋放能源，施展出各種光線技能，其中最大的威力，甚至能在分子水平上徹底消滅異生獸。
根據角色設計師丸山浩的原案顯示，形態則是熊熊發熱的熔岩為發想，並加以襯托出紅色部分有肌肉和血管的感覺。

### THE ONE
本作中的敵役角色，第一個從宇宙來到地球的始祖異生獸，可以吸收任何生命體來強化自己的力量，從而變化姿態，在本作中共初始形態、強化形態、進化形態、有翼形態四種形態。
2004年，THE ONE化成一個藍色的發光球體，為了逃避THE NEXT的追擊而來到地球，強行與有働貴文融合並改變了他的DNA結構,使他變成了一頭毫無人性,只知吞噬的異生獸。
- 角色設計由酉澤安施（日语：酉澤安施）擔任。[25][18]设计形象是出现在超人力霸王的百慕拉。

- 初始形態（イドロビア）

其名稱「イドロビア」一詞，只有意大利語中的單詞idrovia與之應對，意思是“水路、航道”，暗示THE ONE初來地球時與有働貴文在海裡相遇的情景，即最初與有働在海底結合後的形態。
在面貌上可以看見臉部與人的臉部仍有類似之處，和身體但多了棘皮和鉤尾。在被「對抗生物武器研究機關（BCST）」時被嚴加看管，在襲擊過程中，防衛隊輪番對其射擊，無效而襲殺部分人員，在廢工廠被再次槍擊後倒地不起，但不久又站立起來召喚生物融入體內，使其進化。
- 強化形態（レプティリア）

其名稱即英文單詞reptilia，「爬蟲形態」的意思。THE ONE片中在吸收了周圍的壁虎後變成的樣子，人間體也已經脫離了人類初顯出異生獸模樣，此形態比起初始形態強大了許多，逼得NEXT能量核心忽明忽暗，比起初始形態掌握了更多強大的技能。
- 進化形態（ベルゼブア）

其名稱「ベルゼブア」，對應的單詞是法語中的巴力西卜，即象徵著七宗罪裡的「貪食」。暗示THE ONE可以無限吸收其它生物讓自身成長、進化的映射。
在第二次與NEXT交戰時不敵對方而召喚白鼠為其提供能量，從而繼續進化為巨大的姿態了，臉部和爪子變化了許多。不但能夠掌握光線、格鬥技能，還刻意模仿人類說話，其殺傷力駭人聽聞。兩肩懸掛著老鼠頭一般的裝飾物，代表吸收老鼠後的力量，與NEXT在地面作戰時一度被壓制。
- 有翼形態（ベルゼブア・コローネ）

其名稱截取自英文術語“Corvus corone（小嘴烏鴉），可以可以解釋為「惡魔·烏鴉形態」的意思。
在新宿大戰中見NEXT飛到天上無法打擊，從而召喚烏鴉攏集於其兩旁形成翅膀，擁有在天上飛行的能力，實力超強，出了光彈，還多了能量汲取這一強力技能，使NEXT的能量核心再次閃爍的強敵，最後兩翼被割，遭THE NEXT的λ光刃攻擊後被打至分子結構。
最終被防衛隊隊員倉島剛用飛彈重創，導致NEXT脫離其身體，進化光線·風暴命中後分解為分子狀態後消逝（死亡），而分子碎片散落到世界各地造就其他異生獸的誕生。

## 登場兵器・飛機
- F-15J战斗机
- F-104战斗机
- F-86軍刀戰鬥機（地上展示）
- T-33教練機練習機（地上展示）
- UH-60J救難機
- UH-1H直升機
- U-125救難捜索機
- 化学防護車
- 73式大型重卡車（日语：73式大型トラック）
- 73式小型重卡車（日语：73式小型トラック）
- 1/4t卡车（日语：三菱・ジープ）
- 超大卡车 (6 x 4)（日语：特大型トラック（6×4））
- 業務車3号（日语：業務車3号）
- 場外救難車1型a（日语：トヨタ・メガクルーザー）
- 牽引車（航空機用3t）（日语：プッシュバック#車両）
- 豐和64式7.62毫米自動步槍
- M10機関拳銃
- 美蓓亞P9手槍
- 深海作業艇（架空）
- 特殊拳銃
- 特殊薬液弾
- 改造步枪
- 強化特殊弾
- 塞斯納172

## 演員表

#### 登場演員
- 真木舜一 - 別所哲也（日语：別所哲也）
- 水原沙羅 - 遠山景織子（日语：遠山景織子）
- 有働貴文 - 大澄賢也（日语：大澄賢也）
- 真木蓉子 - 裕木奈江（日语：裕木奈江）
- 真木継夢 - 廣田亮平
- 一平 - 角田英介（日语：角田英介）
- 由利子 - 佐藤夕美子（日语：佐藤夕美子）
- 航空自衛隊操作員基地指揮官 - エド山口（日语：エド山口）
- 矢代 - 清水一哉（日语：清水一哉）
- 小吃店老闆 - 岡村洋一（日语：岡村洋一）
- 小吃店女店員・ - 幸恵（日语：幸恵）
- 未來 - 遠藤真宙
- 未來的母親 - 小野日路美（日语：小野日路美）
- 未來的父親 -  小中和哉（日语：小中和哉）※友情客串
- 真木舜一（少年時代） - 濱川歩（日语：濱川歩）
- 修理工 - 山崎崇史（日语：山崎崇史）
- 陸上自衛隊通信兵 - 市村直樹（日语：市村直樹）
- 主播 -駒田健吾（日语：駒田健吾）（TBS）
- 特殊部隊隊員 - 矢部敬三、中村博亮
- 美食記者 - 木之元亮（日语：木之元亮）※友情客串
- 觀看街頭電視的男子 - 菊地雄一（日语：菊地雄一）※友情客串
- 曽我部一佐 - 隆大介
- 倉島剛 - 永澤俊矢（日语：永澤俊矢）
- 萬城目社長 - 草刈正雄

#### 聲演
- 超人力霸王THE NEXT- 田中秀幸
- THE ONE-小西克幸、大澄賢也（日语：大澄賢也）

## 製作群
- 監修：圓谷一夫
- 監製：鈴木清
- 編劇：長谷川圭一
- 音樂監製：玉川靜
- 音樂：小澤正澄、池田大介、鐮田真吾
- 攝影‧VFX顧問：大岡新一
- 美術：大澤折三
- 剪輯：松木朗
- 音樂監督：TAK MATSUMOTO（松本孝弘／B'z）
- 空戰飛行畫面導演：板野一郎
- 特技監督：菊池雄一
- 導演：小中和哉

## 主題歌
主題歌「NEVER GOOD-BYE」
- 作詞 - ジャック・ブレイス / 作曲 - 松本孝弘 / 編曲 - 松本孝弘・德永曉人 / 歌 - TMG

主題曲「Theme from ULTRAMAN」
- 作曲 - 松本孝弘 / 編曲 - 松本孝弘・德永曉人

## 此電影後世界觀的後續
新宿決戰一個月後，因為目擊異生獸，在人群中恐怖的情緒蔓延，反而有進一步招致異生獸的風險。在來訪者科技的幫助之下，全世界規模的忘川（「忘卻の海」レーテ）發動，將全世界幾乎所有人類關於新宿事件的記憶封印，被篡改的記憶用比率和信息處理技術掩變成了隕石撞擊導致的「新宿大災害」。
與此同時，以以發現、調查、研究、消滅謎異生獸作為為主要目的特務防衛機關國際解放機構（TLT）成立，是超越國家範圍的世界性的非公開的特殊防衛機關，本作的女主水原沙羅最後則成為了TLT北美本部的查察官。
至於超人力霸王THE NEXT，在和真木分離後則則將自己的光留在地球上，為了應對異生獸的復活，尋求能繼承自己光芒共同戰鬥的「適格者」，便以夢的形式向全人類發出訊息。由於在這段期間提高了對地球的適應性，因此THE NEXT則進化成「超人力霸王納克斯」的外觀，與當初的樣貌有所不同。

## 外部連結
- ULTRAMAN官方網站
- 圓谷官方網站 （页面存档备份，存于）
- ULTRAMAN - 日本电影数据库
- ULTRAMAN - allcinema
- ULTRAMAN - KINENOTE
- AllMovie上《ULTRAMAN》的资料（英文）